# Замок Садли
Замок Садли (англ. Sudeley Castle) — средневековый замок в торговом городке Уинчкомб в Глостершире, Англия. Окружён десятью примечательными садами общей площадью около 6 га на территории поместья (485 га) на холмах Котсуолд. Памятник архитектуры первой категории.

## История
Строительство замка началось в 1443 году для Ральфа Ботелера, лорда-верховного казначея Англии, на месте укреплённой усадьбы XII века. Замок позже был конфискован короной и стал собственностью королей Эдуарда IV и Ричарда III, который построил знаменитый банкетный зал.

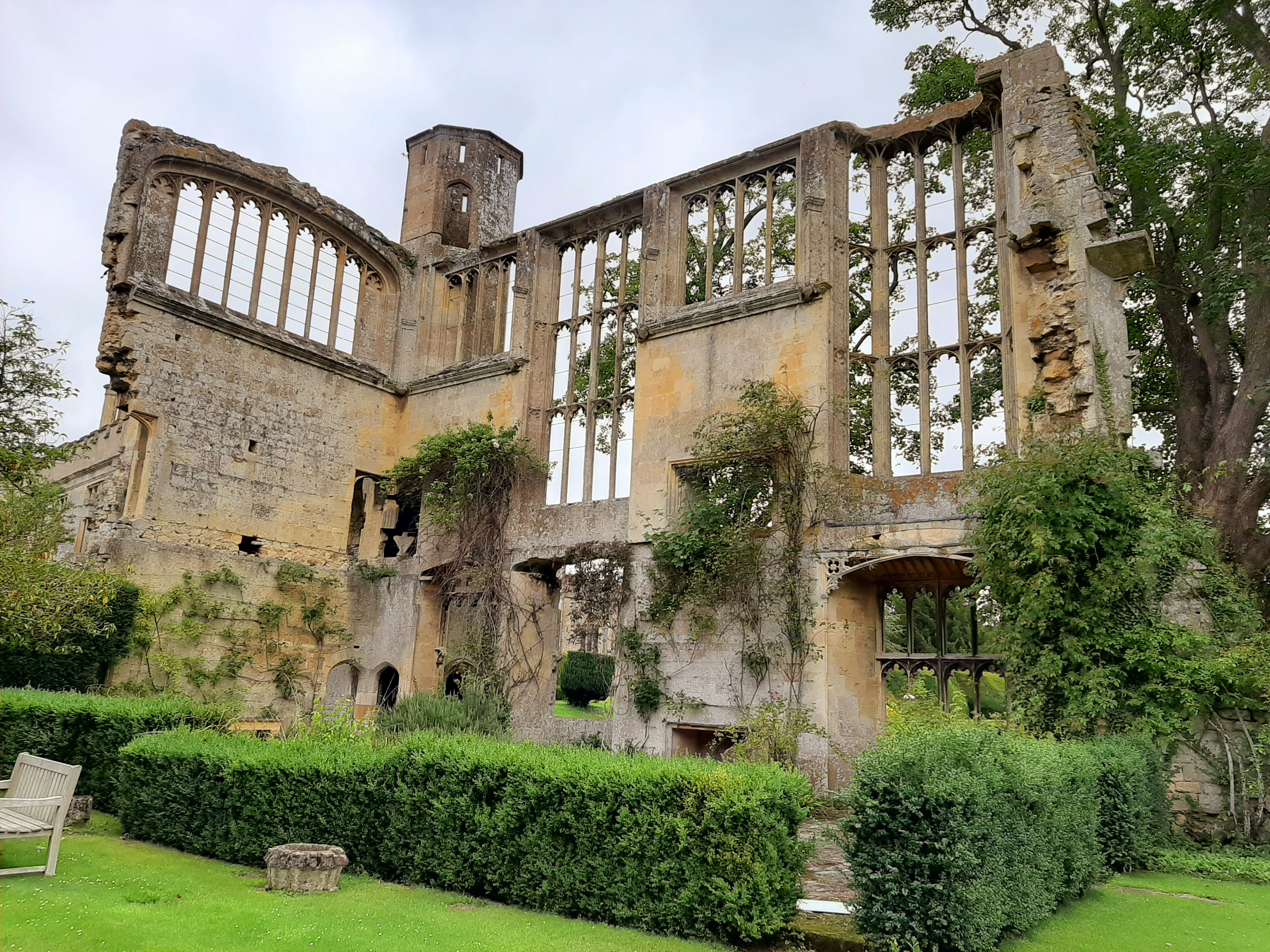
Руины банкетного зала Ричарда III.

Король Генрих VIII и его тогдашняя супруга Анна Болейн посетили замок в 1535 году, а позже он стал резиденцией и местом упокоения его шестой жены — Екатерины Парр — которая снова вышла замуж после смерти короля. Парр похоронена в замковой церкви, что делает Садли единственным частным замком в мире, на территории которого похоронена королева Англии. Вскоре Садли перешёл в собственность семьи Чандос, и замок трижды посещала королева Елизавета I, однажды проведя там трёхдневный бал в честь поражения испанской армады.
Во время первой английской гражданской войны король Карл I и принц Рупрехт использовали замок в качестве своей военной базы; позже Садли был осаждён и разрушен силами парламента. В течение следующих нескольких столетий он лежал в руинах, вплоть до того, как в 1837 году его выкупила семья Дент. Денты восстановили замок и превратили его в частную резиденцию, которой он и остаётся до сих пор, хотя и сезонно открыт для туристов. Замок содержит коллекцию текстиля и предметов искусства, используется для проведения свадеб, а в части усадьбы расположена гостиница.